# Mathilde van Préaux
Mathilde van Préaux († 6 juli 1113) was een Normandische edelvrouw en abdis.

## Leven
Eerst trad Mathilde toe tot de Abdij Saint-Léger in Préaux, een rond 1040 gestichte gemeenschap van benedictinessen uit de hoge Normandische adel, waartoe ze zelf ongetwijfeld ook behoorde. Op basis van haar godvruchtige reputatie koos Mathilde van Vlaanderen haar in 1059 om de nieuwe Abbaye aux Dames in Caen te leiden. Ook het onderricht van de koningsdochter Cecilia van Normandië werd aan haar toevertrouwd. Uit de geleerdheid van Cecilia wordt afgeleid dat ook Mathilde dat moet geweest zijn. Het staat vast dat ze correspondeerde met Anselmus van Canterbury.

## Dodenrol
Toen Mathilde op hoge leeftijd stierf, eerde haar opvolgster Cecilia haar met een monumentale dodenrol. Op de encycliek aan het hoofd ervan volgden meer dan 250 titels met rouwbetuigingen. Dit document, dat de uitzonderlijke lengte van twintig meter had, werd tijdens de Franse Revolutie verstopt boven de gewelven van de abdijkerk. Toen de opgeslagen archiefkisten in 1802 weer tevoorschijn werden gehaald, bleek dat ze vanwege dakbeschadigingen aan de elementen hadden blootgestaan. Delen van de verloren dodenrol zijn niettemin bekend uit drie 17e-eeuwse kopieën.